# NGC 2896
NGC 2896 је спирална галаксија у сазвежђу Лав која се налази на NGC листи објеката дубоког неба.
Деклинација објекта је + 23° 39' 49" а ректасцензија 9h 30m 16,9s. Привидна величина (магнитуда) објекта NGC 2896 износи 14,0 а фотографска магнитуда 14,8. NGC 2896 је још познат и под ознакама MCG 4-23-7, CGCG 122-9, NPM1G +23.0198, PGC 26985.